# La Petite Fabrique
La Petite Fabrique est un tableau de Camille Pissarro de 1862-65, et est conservé au Musée d'Art moderne et contemporain de Strasbourg.